# カルバラー
カルバラー (アラビア語: كربلاء; Karbalāʾ）は、イラク中部カルバラー県の都市で、イスラム教シーア派の聖地。カルバラとも表記され、ケルベラーあるいはケルベラとも表記される。首都バグダードの南西にあり、ユーフラテス川に面す。2014年の人口は690100人。
ヒジュラ暦61年のアーシューラーの日に、シーア派の第3代イマームとされるフサインが殉教した場所で、フサインの墓廟（写真）が建てられ、シーア派の人々の巡礼が絶えない聖地となっている。
フサインの墓廟に隣接してシーア派のマドラサ（宗教学校: ホウゼ）があり、イラクにおけるシーア派ウラマー（イスラム法学者など）が集まるシーア派の学問の中心都市でもある。
サッダーム・フセイン政権では、シーア派のイラン人の入国が厳しく制限されていたが、イラク戦争でフセイン政権が崩壊した後は年間100万人の巡礼者が来るようになった。そのため治安情勢の懸念から外国人がほとんど来なくなったイラクの都市の中で経済が良くなった。